# Opuntia pycnantha
Espèce
Synonymes
- Opuntia margaritana (J.M. Coult.) Baxter[1] [2]
- Opuntia pycnacantha[1]
- Opuntia pycnantha var. margaritana J.M. Coult.[1] [2]

Statut de conservation UICN

 LC  : Préoccupation mineure
Opuntia pycnantha est un cactus de la famille des Cactaceae.

## Liste des variétés
Selon Tropicos (25 avril 2017) :
- variété Opuntia pycnantha var. margaritana J.M. Coult.